# La Estación (Palencia)
La Estación es una localidad del municipio palentino de Dehesa de Montejo. En el casco urbano de la población se encuentra la estación de Vado-Cervera, perteneciente al ferrocarril de la Robla, de vía estrecha.
Su patrón es San Pedro y las fiesta local es el 29 de junio.

## Demografía
Evolución de la población en el siglo XXI
| Gráfica de evolución demográfica de La Estación entre 2000 y 2020  |
|                                                                    |
| Población de derecho (2000-2020) según el padrón municipal del INE |